# Phlegmariurus yunnanensis
Phlegmariurus yunnanensis är en lummerväxtart som beskrevs av Ren Chang Ching. Phlegmariurus yunnanensis ingår i släktet Phlegmariurus och familjen lummerväxter. Inga underarter finns listade i Catalogue of Life.